# Џими Галагер
Џими Галагер (7. јун 1901 — Кливленд, 7. октобар 1971) био је шкотски амерички фудбалски везни играч на десном крилу, који је једанаест сезона провео у америчкој фудбалској лиги. Био је члан америчких фудбалских тимова на Светском првенству 1930. и 1934. године. Галагер је уведен у Националну фудбалску кућу славних 1986. године.

## Младост
Галагер се са мајком преселио у САД кад му је било дванаест година, настанили се у Њујорку. Када је имао седамнаест година, потписао је уговор са Tebo Yacht Basin F.C. Државне лиге Њујорк. 1920. године Tebo  је изгубио од Brooklyn Robins Dry Dock-а у трећем колу Националног отвореног купа. Међутим, тим је освојио титуле лиге и лигашког купа 1920-1921.

## Професионална каријера
1921. Галагер и његов тимски колега Алберт Мичел прешли су у J&P Coats новоформиране америчке фудбалске лиге (АСЛ), и провели две сезоне са тимом. J&P Coats су освојили титулу лиге 1922-1923, али изгубили су у полуфиналу Националног отвореног купа 1923. од победника Paterson F.C.
Галагер је 1923. године започео сезону 1923-1924 са клубом Fall River Marksmen, али је прешао у New York Giants након само две утакмице. У лето 1924. прешао је у Fleisher Yarn. После једне сезоне, прешао је у Indiana Flooring, нови тим лиге који је играо на подручју Њујорка. Чарлс Стоунхем је 1927. године купио Indiana Flooring и променио име тима у New York Nationals. После три сезоне под тим именом, Стоунхем га је поново променио, овог пута у New York Giants, 1930. године. Међутим, док је још увек користио име "Nationals", тим је освојио и АСЛ титулу и Левис Куп.
Као Giants-и, тим је освојио шампионат АСЛ 1931-1932. Тада, лига се распала. Giants-и су трајали кроз пролећну сезону 1932. Изгледа да се у то време Галагер преселио у New York Field Club II. Потом је играо за клуб Malta United на Лонг Ајленду у децембру 1933. Затим је прешао на запад да би потписао уговор са клубом Cleveland Slavia. Са њима је остао 1934. године, јер је  био на попису светског купа 1934. године. У неком тренутку преселио се у Cleveland Graphite Bronze где је завршио каријеру.
Када је Галагер напустио АСЛ како би се преселио у Кливленд, одиграо је укупно 346 регуларних и пост сезонских утакмица. То је било треће место на америчкој листи све док га Крис Хендерсон није надмашио 2006. године.

## Национални и олимпијски тимови
Галагер је играо пет мечева са америчком репрезентацијом. Од шеснаест мушкараца тима Сједињених Држава на Светском првенству у Уругвају, шест играча је рођено у Британији, тачније петорица у Шкотској и један у Енглеској. Галагер, један од Шкота, играо је у све три утакмице на ФИФА светском првенству 1930, када су САД стигле до полуфинала. Играо је и пријатељски сусрет са Бразилом после првенства. Његова последња утакмица са репрезентацијом била је победа САД над Мексиком 24. маја 1934. године која је квалификовала САД за првенство ФИФА Светског првенства 1934. године. Често се меша са другим Џимијем Галагером, који је играо за САД на Олимпијским играма 1928. у Амстердаму.

## Лични живот
Године 1937. Галагер се оженио Мари Коглин. Имали су две ћерке, Риту и Карол, 11 унука и 23 праунука.
Галагер је уведен у Националну фудбалску кућу славних 1986. године.